# Monte Gatta
Il monte Gatta è un rilievo dell'alto Appennino bolognese situato nell'estremità nord-orientale del lago del Brasimone; con i suoi 1158 metri di altitudine, è la vetta più alta che si affaccia sul lago.
Il massiccio del monte Gatta è equamente spartito fra i comuni di Camugnano (a occidente) e Castiglione dei Pepoli (a oriente), dal cui abitato dista circa cinque chilometri. La vetta è isolata rispetto alle altre montagne limitrofe ed è raggiungibile attraverso la strada comunale che dall'abitato di Castiglione dei Pepoli giunge alla frazione Monte Baducco, situato appena sotto il monte Gatta a circa 1000 metri di quota. Le pendici del massiccio sono percorse per buona parte dalla strada provinciale n.62, che passa, tra l'altro, sopra la diga del bacino del Brasimone; lungo le pendici sud-occidentali del monte vi è il noto balzo denominato Le Scaliere, da cui deriva l'appellativo Bacino delle Scaliere, un altro nome per indicare il lago artificiale.
Ricco di sorgenti perenni, dal monte Gatta nascono molti ruscelli tra cui il rio Fobbio, affluente da sinistra del fiume Setta e almeno cinque rii affluenti da destra nel torrente Brasimone.